# Chiesa dei Santi Pietro e Paolo (Majano)
La chiesa dei Santi Pietro e Paolo è la parrocchiale di Majano, in provincia ed arcidiocesi di Udine; fa parte della forania del Friuli Collinare.

## Storia
La prima citazione di una cappella a Majano risale al 1375 ed è contenuta in un documento datato 8 novembre riguardante la cappellania della vicina Farla.
Con l'aumento degli abitanti del paese, nel 1674 la chiesa fu ampliata e nel 1687 anche il coro venne internato da un intervento di restauro; nel 1713 si previde a costruire la torre campanaria, dotata di lanterna ottagonale e cupolino.
Nel 1758 iniziarono i lavori di costruzione della nuova parrocchiale neoclassica; l'edificio, disegnato da Domenico Schiavi e affrescato dal fratello Antonio, venne consacrata nel 1779.
La realizzazione degli altari terminò nel 1808 e nel 1906 venne eretto il nuovo campanile.
L'evento sismico danneggiò la parrocchiale e la torre tanto gravemente che, essendo impossibile un restauro, si decise di demolirle e riedificarle ex novo.

La prima pietra della nuova chiesa venne posta il 7 maggio 1983 dall'arcivescovo di Udine Alfredo Battisti; la struttura, progettata dall'ingegnere Tito De Biasio, fu consacrata dal cardinale Agostino Casaroli. Il campanile venne innalzato a partire dal 2010 e successivamente inaugurato il 6 maggio 2012.

## Descrizione

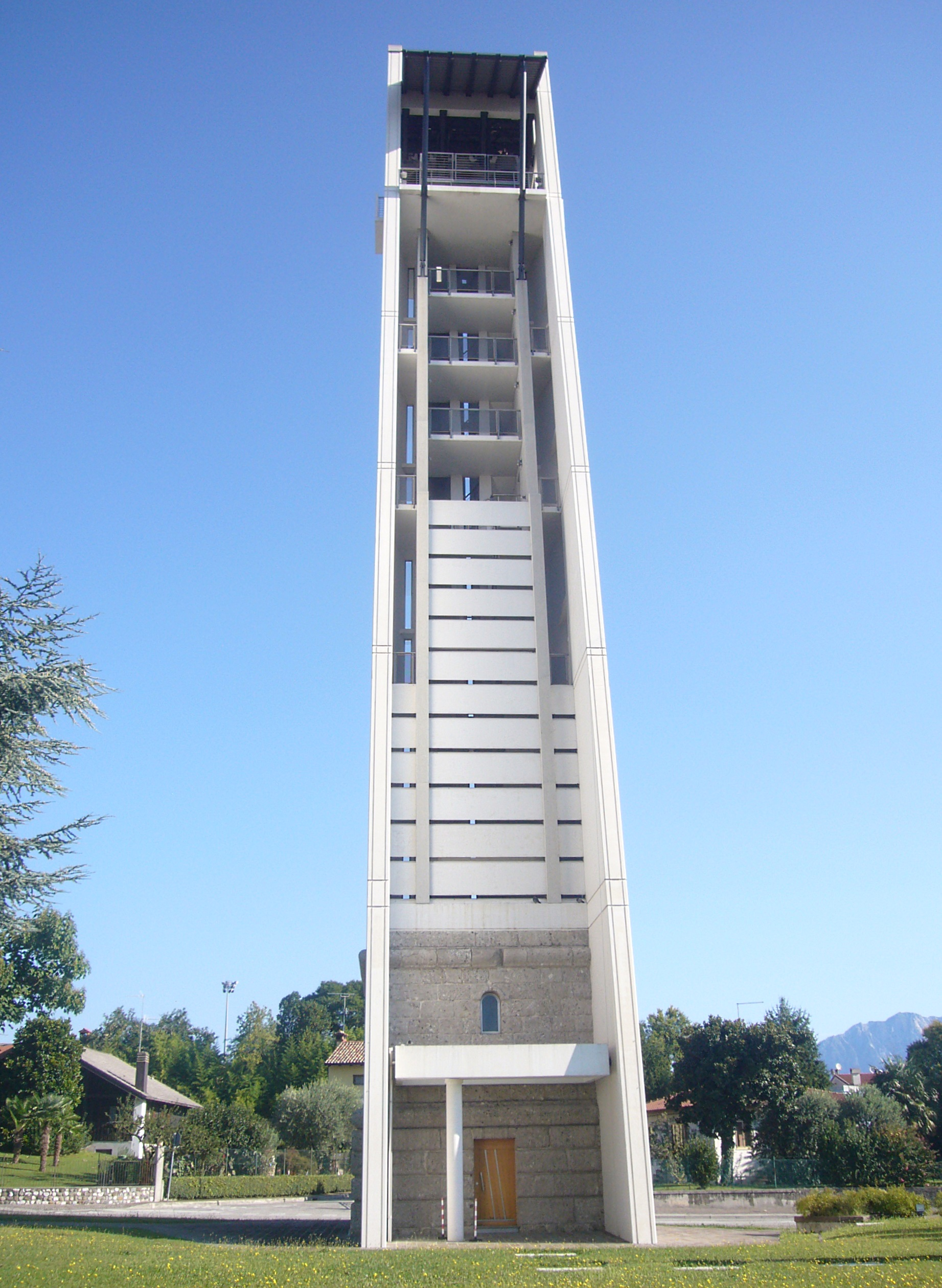
Il campanile

### Esterno
La facciata della chiesa, rivolta a settentrione, è caratterizzata da un alto pennone obliquo e presenta dei grossi parallelepipedi in cemento, posti in modo da ricordare la prua di una nave, che sono tra loro sfalsati a sbalzo; il portale d'ingresso, ubicato sulla sinistra, è sormontato da una raffigurazione dei due santi titolari e vicino ad esso si trova il sacello memoriale.
A una cinquantina di metri dalla parrocchiale sorge il campanile, che si imposta sulla base della precedente torre costruita a inizio Novecento.

### Interno
L'interno dell'edificio presenta una spaziosa navata a pianta triangolare, coperta da vele radiali, la cui parete di sinistra è caratterizzata da una fila di finestre, mentre quella di destra, dalla quale si può accedere alla cappella feriale, si abbassa in modo da convergere verso il fondo; al termine dell'aula si sviluppa il presbiterio, sopraelevato di due scalini e ospitante l'altare maggiore.